# Goodbye Yesterday
「Goodbye Yesterday」（グッバイ・イエスタデイ）は、今井美樹の18枚目のシングル。2000年2月9日発売。発売元はワーナーミュージック・ジャパン。作詞・作曲は夫でギタリストの布袋寅泰。

## 解説
今井主演のフジテレビ系ドラマ『ブランド』主題歌。オリコンチャートにて久々にTOP10入り。累計50.5万枚を売上（オリコン調べ）。

## 収録曲
作曲・編曲　布袋寅泰
1. Goodbye Yesterday （5:10）
  - 作詞　布袋寅泰
2. 4月になれば （5:11）
  - 作詞　岩里祐穂
3. Goodbye Yesterday (Instrumental) （5:10）
4. 4月になれば (Instrumental) （5:11）

## 収録アルバム
- 「ブランド」オリジナル・サウンドトラック（2000年2月23日）
- 太陽とヘミングウェイ（2000年8月23日）
- Imai Miki Tour In Club Hemingway（2001年2月21日）
- Goodbye Yesterday -the best of-（2002年4月24日）
- LOST in LOVE（2002年5月22日）
- One Night At The Chapel 〜Special Collection〜（2002年11月7日）
- J-POP CAFE（2003年）
- 今井美樹ソングブック 〜テイク・ミー・トゥ・ザ・サンシャイン（2003年6月21日）
- LOVE STORIES II（2003年10月1日）
- Ivory III（2004年6月16日）
- FUN Greatest Hits of 90's（2006年）
- クライマックス・スウィート 〜女性ヴォーカル・セレクション（2010年8月18日）